# Enzo Cannavale
Enzo Cannavale, född 5 april 1928 i Castellammare di Stabia, Kampanien, död 18 mars 2011 i Neapel, Kampanien, var en italiensk skådespelare.

## Roller i urval
- 1961 – Leoni al sole
- 1962 – Neapel - ockuperad stad
- 1967 – Den vackra Isabelle
- 1972 – Kärleksprovet
- 1973 – Flatfoot - stan's tuffaste snut
- 1976 – Superlegionärerna slår till
- 1977 – Knock-out snuten
- 1977 – Napoli si ribella
- 1988 – 32 dicembre
- 1988 – Cinema Paradiso
- 1991 – La casa del sorriso